# Popenaias
Popenaias är ett släkte av musslor. Popenaias ingår i familjen målarmusslor.
Kladogram enligt Catalogue of Life:
| Popenaias | \| \| Popenaias buckleyi \| \| \| \| \| \| Popenaias popei \| \| \| \| |
|           | \| \| Popenaias buckleyi \| \| \| \| \| \| Popenaias popei \| \| \| \| |
|           | Popenaias buckleyi                                                     |
|           |                                                                        |
|           | Popenaias popei                                                        |
|           |                                                                        |